# Logiciel système de la Nintendo Switch
Le logiciel système de la Nintendo Switch (aussi connu sous son nom de code « Horizon ») est un ensemble de mises à jour de la version du firmware qu'a subi la Nintendo Switch. Ces mises à jour, qui sont téléchargeables via la connexion Internet (et disponibles également dans certains jeux physiques), permettent à Nintendo d'ajouter ou de supprimer des logiciels et des données. Chaque mise à jour comprend aussi les données des mises à jour précédentes au cas où elles n'auraient pas été téléchargées. Chaque mise à jour securise mieux le système contre les exploits comme Déjà Vu / Caffeine qui marchait jusqu'a la 7.0.1 le 18 février 2019 ou Nereba jusqu'a la 3.0.0 le 20 juin 2017
- Version actuelle du logiciel système : 20.3.0[2] (le 28 juillet 2025).

## Logiciel système de la Nintendo Switch

### Liste des mises à jour système
| Version | Date de sortie    | Nouveautés | Références |
| ------- | ----------------- | --- | ---------- |
| 1.0.0   | /                 | Version initiale du logiciel système de la Nintendo Switch |            |
| 2.0.0   | 3 mars 2017       | - Ajout du mode de jeu en ligne - Ajout des amis - Possibilité de publier les captures d'écran sur Facebook ou Twitter - Ajout du catalogue du Nintendo eShop - Ajout des Nouvelles pour recevoir des informations sur les jeux - Possibilité de récupérer des points or My Nintendo pour l'achat de jeux physiques - Possibilité de mettre à jour les logiciels - Possibilité d'allumer les téléviseurs avec une prise HDMI compatible lorsque la console est allumée en mode téléviseur - Possibilité d'afficher le pourcentage de charge de la batterie - Possibilité de formater la carte microSD | [ 3 ]      |
| 2.1.0   | 27 mars 2017      | Amélioration générale de stabilité de la console pour une meilleure expérience utilisateur | [ 3 ]      |
| 2.2.0   | 17 avril 2017     | Amélioration générale de stabilité de la console pour une meilleure expérience utilisateur | [ 3 ]      |
| 2.3.0   | 15 mai 2017       | Amélioration générale de stabilité de la console pour une meilleure expérience utilisateur | [ 3 ]      |
| 3.0.0   | 20 juin 2017      | - Possibilité de suivre des chaînes spécifiques dans les Nouvelles - Possibilité d'ajouter des amis enregistrés dans les listes d'amis de sa Nintendo 3DS ou Wii U - Ajout des notifications de connexion de ses amis - Possibilité de rechercher les manettes synchronisées à portée grâce aux vibrations intégrées - Possibilité de changer l'ordre d'affichage des utilisateurs - Ajout de six nouvelles images pour le choix d'icône d'utilisateurs tirées de personnages de Splatoon 2 - Possibilité de modifier le volume des haut-parleurs sur l'écran de paramétrage rapide - Possibilité de limiter le volume de la console - Possibilité d'utiliser les options Couleurs inversées ou Nuances de gris - Possibilité de connecter par câble USB la manette Nintendo Switch Pro avec la console - Possibilité de mettre à jour les manettes connectées - Ajout d'une fonction suggérant la suppression de logiciels lorsque l'espace libre est insuffisant lors du téléchargement d'un nouveau logiciel - Diverses améliorations générales relatives à la stabilité de la console dont : - la résolution d'un problème causant l'échec de la mise à jour des logiciels - des améliorations permettant d'éviter un changement non sollicité de source HDMI sur certains téléviseurs | [ 3 ]      |
| 3.0.1   | 1er août 2017     | - Diverses améliorations générales relatives à la stabilité de la console dont : - la correction d'un problème n'affichant pas correctement l'état de charge restant de la batterie | [ 3 ]      |
| 3.0.2   | 6 septembre 2017  | - Ajout du service Nintendo Switch Online - Ajout du mode de jeu en ligne pour l'Argentine, le Brésil, le Chili, la Colombie et le Pérou - Diverses améliorations générales relatives à la stabilité de la console | [ 3 ]      |
| 4.0.0   | 19 octobre 2017   | - Possibilité d'enregistrer une vidéo des trente dernières secondes dans certains jeux - Ajout de douze nouvelles images pour le choix d'icône d'utilisateurs issues de Super Mario Odyssey et The Legend of Zelda: Breath of the Wild - Possibilité de transférer le profil utilisateur et les données de sauvegarde vers une autre console - Possibilité de précommander les jeux sur le Nintendo eShop - Mise à jour du design de la section Nouvelles - Suppression du contenu d'une chaîne dans la section Nouvelles lorsqu'elle n'est plus suivie - Possibilité d'aligner les versions d'une logiciel au sein d'une groupe local - Ajout du chinois simplifié, du chinois traditionnel et du coréen en tant que langue - Ajout du support des casques USB - Ajout du support des contrôleurs USB - Diverses améliorations générales relatives à la stabilité de la console dont : - le changement de la spécification qui masquait certains réseaux sans fil | [ 3 ]      |
| 4.0.1   | 26 octobre 2017   | - Diverses améliorations générales relatives à la stabilité de la console dont : - la modification des spécificités du processus de connexion HDMI pour le faire correspondre à la version 3.0.2 afin de régler des problèmes rencontrés avec certains modèles de téléviseurs | [ 3 ]      |
| 4.1.0   | 5 décembre 2017   | - Diverses améliorations générales relatives à la stabilité de la console dont : - la correction d'un problème empêchant les commandes par mouvements de répondre correctement | [ 3 ]      |
| 5.0.0   | 13 mars 2018      | - Possibilité d'ajouter des amis Facebook ou Twitter ayant une Nintendo Switch - Ajout de vingt-quatre nouvelles images pour le choix d'icône d'utilisateurs issues d'Arms et Kirby - Le téléchargement de logiciels numériques achetés sur un ordinateur ou un appareil mobile est plus rapide, même si la console est en veille - Possibilité de filtrer les Nouvelles - Possibilité d'utiliser le stick et les boutons pour saisir le code du contrôle parental - Ajout de la restriction des vidéos capturées dans l'album selon les logiciels bloqués par le contrôle parental ou encore la classification PEGI - Possibilité d'ajouter des titres spécifiques à la liste des titres à exclure du paramètre des logiciels bloqués du contrôle parental - Ajout d'une notification indiquant qu'un jeu préacheté est prêt à être utilisé - Affichage des couleurs du support de la manette Nintendo Switch Pro dans le menu des "Manettes et capteurs" - Diverses améliorations générales relatives à la stabilité de la console dont : - la correction d'un problème qui n'affichait pas correctement le témoin de temps de jeu sur le profil utilisateur | [ 3 ]      |
| 5.0.1   | 27 mars 2018      | Amélioration générale de stabilité de la console pour une meilleure expérience utilisateur | [ 3 ]      |
| 5.0.2   | 17 avril 2018     | - Diverses améliorations générales relatives à la stabilité de la console dont : - la correction d'un problème empêchant les commandes par mouvements de répondre correctement - la résolution d'un problème causé par les icônes d'utilisateurs pour recommander des amis qui ne s'affichaient pas correctement | [ 3 ]      |
| 5.1.0   | 31 mai 2018       | Amélioration générale de stabilité de la console pour une meilleure expérience utilisateur | [ 3 ]      |
| 6.0.0   | 19 septembre 2018 | - Ajout des fonctionnalités liées au service Nintendo Switch Online dont : - le cloud des données de sauvegarde - Possibilité d'envoyer jusqu'à quatre captures d'écran simultanément sur les réseaux sociaux compatibles - Ajout de six nouvelles images pour le choix d'icône d'utilisateurs issues de Captain Toad: Treasure Tracker - Mise à jour de la mention "console active" par "console principale" dans le Nintendo eShop - Ajout de la restriction des articles de la section Nouvelles selon les paramètres des logiciels bloqués du contrôle parental - Possibilité de modifier la disposition d'un clavier USB selon la langue de son choix - Suppression de la possibilité de dissocier le compte Nintendo de l'utilisateur après avoir installer une misa à jour de la console - Amélioration globale de la stabilité de la console pour une expérience utilisateur optimale dont : - une meilleure prise en charge des manettes homologuées par Nintendo | [ 4 ]      |
| 6.0.1   | 8 octobre 2018    | - Amélioration globale de la stabilité de la console pour une expérience utilisateur optimale dont : - la correction d'un problème faisant que le test de connexion à internet n'affichait pas les bons résultats pour la vitesse de téléchargement et d'envoi - la correction d'un problème empêchant les commandes par mouvements de répondre correctement | [ 4 ]      |
| 6.1.0   | 29 octobre 2018   | - Amélioration globale de la stabilité de la console pour une expérience utilisateur optimale dont : - la correction d'un problème faisant que certains jeux ne reconnaissaient pas un abonnement Nintendo Switch Online pendant une courte durée après l'achat | [ 4 ]      |
| 6.2.0   | 19 novembre 2018  | - Amélioration globale de la stabilité de la console pour une expérience utilisateur optimale dont : - la mise à jour du processus de chiffrement TSEC et de démarrage de la console afin de lutter contre le piratage | [ 4 ]      |
| 7.0.0   | 29 janvier 2019   | - Ajout de six nouvelles images pour le choix d'icône d'utilisateurs issues de New Super Mario Bros. U Deluxe - Ajout de la compatibilité du menu HOME avec le chinois simplifié, du chinois traditionnel et du coréen - Amélioration globale de la stabilité de la console pour une expérience utilisateur optimale | [ 4 ]      |
| 7.0.1   | 18 février 2019   | - Amélioration globale de la stabilité de la console pour une expérience utilisateur optimale dont : - la correction d'un problème faisant que les jeux Pokémon Let's Go, Pikachu et Let's Go, Évoli ne pouvaient pas se reconnecter à l'application Pokémon Go si le logiciel était fermé après le processus d'association avec l'application | [ 4 ]      |
| 8.0.0   | 16 avril 2019     | - Possibilité de classer les logiciels dans l'affichage "Tous les logiciels" du menu HOME (selon le nom, la dernière utilisation, le temps de jeu ou l'éditeur) - Ajout d'une option permettant de consulter tous les articles diffusés actuellement dans la section Nouvelles - Ajout de quinze nouvelles images pour le choix d'icône d'utilisateurs issues de Splatoon 2 et Yoshi's Crafted World - Possibilité de transférer des données de sauvegarde d'un jeu vers une autre console Nintendo Switch - Ajout d'une fonction "zoom" - Possibilité d'empêcher la console de sortir du mode veille lorsque l'adaptateur secteur est déconnecté - Possibilité de restreindre le mode VR dans les paramètres du contrôle parental - Possibilité de choisir Hong Kong, Taïwan ou alors la Corée du Sud en tant que région - Mise à jour de quelques notions : - la mention "Sauvegarde des données dans le cloud" est remplacée par "Cloud des données de sauvegarde" - la mention "Transférer un utilisateur et ses données de sauvegarde" est remplacée par "Transférer un utilisateur" - Amélioration globale de la stabilité de la console pour une expérience utilisateur optimale | [ 4 ]      |
| 8.0.1   | 24 avril 2019     | Amélioration globale de la stabilité de la console pour une expérience utilisateur optimale | [ 4 ]      |
| 8.1.0   | 18 juin 2019      | Amélioration globale de la stabilité de la console pour une expérience utilisateur optimale | [ 4 ]      |
| 9.0.0   | 8 septembre 2019  | - Ajout d'une fonction de recherche pour les chaînes de nouvelles - Ajout de l’option « Afficher un code QR pour s'enregistrer » dans les « Paramètres de l'utilisateur » de la page utilisateur - Ajout d'alertes pour les logiciels pris en charge - Possibilité de configurer les paramètres de sensibilité de l'écran tactile - Ajout de l'option pour activer/désactiver le contrôle avec les boutons de la console (Nintendo Switch Lite uniquement) - Ajout d'une section « Invitations à jouer en ligne » à la page de l'utilisateur - Amélioration globale de la stabilité de la console pour une expérience utilisateur optimale | [ 4 ]      |
| 9.0.1   | 1er octobre 2019  | - Amélioration globale de la stabilité de la console pour une expérience utilisateur optimale dont : - la résolution d'un problème qui aurait pu causer des erreurs en cours de partie - la résolution d'un problème pouvant afficher un message demandant de retirer la manette Joy-Con lors de la configuration initiale de la Nintendo Switch Lite | [ 4 ]      |
| 9.1.0   | 4 décembre 2019   | - Amélioration globale de la stabilité de la console pour une expérience utilisateur optimale dont : - la correction d’un problème concernant l’animation de couleur au moment où les Joy-Con sont attachés à la console Nintendo Switch, ces dernières ne s'affichant pas sur l’écran de la console | [ 4 ]      |
| 9.2.0   | 2 mars 2020       | Amélioration globale de la stabilité de la console pour une expérience utilisateur optimale | [ 4 ]      |
| 10.0.0  | 14 avril 2020     | - Ajout d'une fonctionnalité de favoris à la chaîne de nouvelles - Ajout d'une option de transfert des données logicielles entre la mémoire de la console et une carte SD - Ajout d'une option de reconfiguration des boutons de la manette - Ajout de la section "Paramètres de l'historique de jeu" dans les paramètres de l'utilisateur - Ajout de six nouvelles images pour le choix d'icône d'utilisateurs issues d'Animal Crossing: New Horizons - Amélioration globale de la stabilité de la console pour une expérience utilisateur optimale | [ 4 ]      |
| 10.0.1  | 22 avril 2020     | Amélioration globale de la stabilité de la console pour une expérience utilisateur optimale | [ 4 ]      |
| 10.0.2  | 30 avril 2020     | - Amélioration globale de la stabilité de la console pour une expérience utilisateur optimale dont : - la correction d'un problème empêchant la configuration d'une nouvelle manette Nintendo Switch Pro sur les consoles dotées de la version 10.0.0 ou 10.0.1 | [ 4 ]      |
| 10.0.3  | 26 mai 2020       | Amélioration globale de la stabilité de la console pour une expérience utilisateur optimale | [ 4 ]      |
| 10.0.4  | 5 juin 2020       | - Amélioration globale de la stabilité de la console pour une expérience utilisateur optimale dont : - la résolution d'un problème empêchant d'ajouter des fonds en utilisant une nouvelle carte de crédit ou d'enregistrer des informations de carte de crédit dans le Nintendo eShop dans certains pays ou régions | [ 4 ]      |
| 10.1.0  | 14 juillet 2020   | Amélioration globale de la stabilité de la console pour une expérience utilisateur optimale | [ 4 ]      |
| 10.2.0  | 15 septembre 2020 | Amélioration globale de la stabilité de la console pour une expérience utilisateur optimale | [ 4 ]      |
| 11.0.0  | 1er décembre 2020 | - Ajout d'une application "Nintendo Switch Online" sur le menu HOME - Ajout d'une option permettant le téléchargement automatique des données de sauvegarde dans le cloud sur plusieurs consoles à la fois - Ajout d'une fonctionnalité permettant de voir à quels jeux jouent ses amis dans sa page d'utilisateur - Ajout de la possibilité de transférer des photos et vidéos de sa console vers son smartphone - Ajout de la possibilité de connecter directement sa console à son ordinateur grâce à un câble USB - Ajout de la possibilité de prioriser un logiciel lorsque la console en télécharge plusieurs simultanément - Ajout de 12 nouvelles images pour le choix d'icône d'utilisateurs issues des 35 ans de Super Mario Bros. - Possibilité de nommer les configurations de boutons - Ajout du portugais brésilien en tant que langue - Amélioration globale de la stabilité de la console pour une expérience utilisateur optimale | [ 4 ]      |
| 11.0.1  | 11 décembre 2020  | - Correction de problèmes survenus avec la mise à jour 11.0.0 dont : - la résolution d'un problème où certains jeux ne pouvaient pas être joués correctement - la résolution d'un problème où, en combinaison avec certains téléviseurs, l'image ne s'affichait pas en mode TV et une erreur se produisait - la résolution d'un problème qui a amélioré la réponse du Joy Stick et du levier C sur la manette Nintendo GameCube | [ 4 ]      |
| 12.0.0  | 6 avril 2021      | - Correction d'un problème lié à la fonction de copie automatique des sauvegardes dans le cloud des données de sauvegarde faisant que dans certains cas, la fonction était désactivée si une erreur de communication se produisait pendant l'opération de copie | [ 4 ]      |
| 12.0.1  | 20 avril 2021     | Amélioration globale de la stabilité de la console pour une expérience utilisateur optimale | [ 4 ]      |
| 12.0.2  | 12 mai 2021       | Amélioration globale de la stabilité de la console pour une expérience utilisateur optimale | [ 4 ]      |
| 12.0.3  | 8 juin 2021       | Amélioration globale de la stabilité de la console pour une expérience utilisateur optimale | [ 4 ]      |
| 12.1.0  | 6 juillet 2021    | - Possibilité d'effacer les anciennes données d'un logiciel pour libérer de l'espace et télécharger de nouvelles données s'il n'y a pas assez d'espace libre dans la mémoire de la console (stockage interne) ou sur la carte microSD pour télécharger des données de mise à jour pour un logiciel - Amélioration générale de stabilité de la console pour une meilleure expérience utilisateur | [ 4 ]      |
| 13.0.0  | 15 septembre 2021 | - Ajout du support audio Bluetooth pour les écouteurs, mini-écouteurs, haut-parleurs et autres appareils audio - Ajout d'une option permettant la mise à jour de la station d’accueil sur les Nintendo Switch - Ajout de l'option "Maintenir la connexion internet en mode veille" dans les paramètres de la console. - Mise à jour de l'option de lancement du calibrage des sticks - Possibilité de visualiser si la connexion internet sans fil utilise la bande de fréquence 2,4 GHz ou 5 GHz | [ 4 ]      |
| 13.1.0  | 26 octobre 2021   | - Ajout de la compatibilité avec le service Nintendo Switch Online + Pack additionnel - Amélioration générale de stabilité de la console pour une meilleure expérience utilisateur | [ 4 ]      |
| 13.2.0  | 1er décembre 2021 | Amélioration générale de stabilité de la console pour une meilleure expérience utilisateur | [ 4 ]      |
| 13.2.1  | 20 janvier 2022   | Amélioration générale de stabilité de la console pour une meilleure expérience utilisateur | [ 4 ]      |
| 14.0.0  | 22 mars 2022      | - Ajout des groupes pour ordonner les logiciels (maximum 100 groupes de 200 logiciels chacun) - Possibilité d'ajuster le volume des appareils audio Bluetooth en utilisant soit les boutons de la console Nintendo Switch, soit les boutons de volume de l'appareil audio Bluetooth - Ajout de l'affichage du volume de l'appareil audio Bluetooth lors de l'ajustement du volume - Augmentation du volume maximum des appareils audio Bluetooth | [ 4 ]      |
| 14.1.0  | 5 avril 2022      | - L'option « Notifications relatives aux points platine » va être ajoutée dans les paramètres de la console. | [ 4 ]      |
| 14.1.1  | 18 avril 2022     | Amélioration générale de stabilité de la console pour une meilleure expérience utilisateur | [ 4 ]      |
| 14.1.2  | 13 juin 2022      | Amélioration générale de stabilité de la console pour une meilleure expérience utilisateur | [ 4 ]      |
| 15.0.0  | 11 octobre 2022   | - Le menu audio Bluetooth a été déplacé dans les paramètres de la console. - Ajout de la possibilité d'effectuer des captures d'écran au sein de l'application Nintendo Switch Online du menu HOME en utilisant le bouton de capture de la console. (La capture vidéo n'est pas supportée) - Amélioration générale de stabilité de la console pour une meilleure expérience utilisateur. | [ 4 ]      |
| 15.0.1  | 1er novembre 2022 | - Correction d'un problème où le code d'erreur 2181-1000 s'affichait lors de l'utilisation de contenu téléchargeable sur une console qui n'est pas la console principale de votre compte Nintendo. - Correction d'un problème empêchant d'effectuer une capture d'écran pendant des cinématiques spécifiques dans certains jeux. - Amélioration générale de stabilité de la console pour une meilleure expérience utilisateur. | [ 4 ]      |
| 16.0.0  | 21 février 2023   | - Les surnoms d'utilisateur qui ne peuvent pas être utilisés sont désormais remplacés par « ??? ». Cette option peut être modifiée dans les paramètres de l'utilisateur. - Amélioration générale de stabilité de la console pour une meilleure expérience utilisateur. | [ 5 ]      |
| 17.0.0  | 10 octobre 2023   | Amélioration générale de stabilité de la console pour une meilleure expérience utilisateur |            |
| 18.0.0  | 26 mars 2024      | - Ajout de « 15 minutes » à la durée réglable pour « Veille automatique lors de la lecture à la télévision ». - Coréen ajouté aux langues prises en charge pour la vidéo d'introduction "Nintendo Mimamori Switch". - Améliorer la stabilité et la commodité du système. |            |
| 18.0.1  | 23 avril 2024     | - Correction d'un bug empêchant certains utilisateurs de se connecter au Wi-Fi. |            |
| 18.1.0  | 11 juin 2024      | - Les modifications suivantes ont été apportées afin d'interrompre l’intégration de X (anciennement Twitter) : - L'option permettant de publier sur X (anciennement Twitter) une capture d'écran depuis l'album du menu HOME a été retirée. - Il n'est plus possible de publier des captures d'écran de Super Smash Bros. Ultimate depuis l'album du menu HOME dans le service "Smash World" de l'application pour smartphone Nintendo Switch Online. - L'option permettant d'associer un compte X (anciennement Twitter) depuis Paramètres de la console > Paramètres de l'utilisateur > Paramètres de publication sur les réseaux sociaux a été retirée. - L'option permettant d'associer des comptes de réseaux sociaux depuis votre page d'utilisateur > Suggestions d'amis a été retirée. - Des améliorations générales de stabilité de la console ont été apportées pour une meilleure expérience utilisateur. |            |
| 19.0.0  | 7 octobre 2024    | - Amélioration générale de stabilité de la console pour une meilleure expérience utilisateur. |            |
| 19.0.1  | 29 octobre 2024   | - Correction de problème : l'adaptateur pour manettes Nintendo GameCube et les manettes Nintendo GameCube n'étaient pas reconnus. - Correction de problème : certaines opérations liées au réseau, comme le téléchargement de logiciels, ne fonctionnaient pas correctement lorsque la console était en veille. - Amélioration globale de la stabilité du réveil pour une expérience utilisateur optimale. |            |
| 20.0.0  | 30 avril 2025     | - Ajout de la fonctionnalité GameShare - Ajout des cartes de jeu virtuelles - Changement des couleurs des icônes du Menu HOME pour s'adapter à celles de la Nintendo Switch 2 - Ajout du transfert des données vers une console Nintendo Switch 2 | [ 6 ]      |
| 20.1.0  | 27 mai 2025       | - Des mises à jour visuelles ont été ajoutées aux options du contrôle parental. - L’effet sonore qui se déclenche lors de l’ouverture de l’application Nintendo Switch Online depuis le menu HOME a été modifié. | [ 7 ]      |
| 20.1.1  | 3 juin 2025       | - Correction d'un problème à cause duquel certains logiciels ne démarraient pas après avoir mis à jour la console vers la version 20.1.0. |            |
| 20.1.5  | 19 juin 2025      | - Amélioration générale de stabilité de la console pour une meilleure expérience utilisateur. |            |
| 20.2.0  | 14 juillet 2025   | - Correction d’un problème lorsque les options du contrôle parental n’étaient pas transférées d’une Nintendo Switch vers une Nintendo Switch 2 dans certaines circonstances pendant un transfert de système. - Amélioration globale de la stabilité de la console pour une expérience utilisateur optimale. | [ 2 ]      |